# Anemone crassifolia
Anemone crassifolia là một loài thực vật có hoa trong họ Mao lương. Loài này được Hook. mô tả khoa học đầu tiên năm 1840.